# ひらのまり
ひらの まり（1987年 - ）は、日本の現代アーティスト。和歌山県生まれ。
ガラスの断片を繋ぎあわせることで成り立つステンドグラスに、ひらのまりが加えた「間」は日本文化との親和性を高め、独自の作風を生み出している。そこには変わらないものも変わり続けるものも根本は一つであるとする不易流行の精神性が反映されており、作品を通して新しい在り方への模索と物事の本質とは何かを問い続けている。

## 概要
アパレル会社員時代に出会ったステンドグラスに魅せられて、2018年よりInstagramにて作品を発表している。2019年からアートイベントなどで、ステンドグラスと食品サンプルを融合させた独自の作品の展示を始めている。 Independent Tokyo 2019 ではその作風で多くの審査員の目を惹きつけて複数部門で受賞している。

## 人物
「日頃から、日常身の回りのものをガラスに置き換えて見ています。」と語り、現在、力を入れて取り組んでいることは？との問いには「0から1をやって、それを100にする努力です。」その作品は「カワイイ」と声が漏れてしまうようなフォルムや素材感が目を惹く一方、表面的な見せかけとしてのものの見方を問いかけている。

## 作風
日常的な一場面をモチーフとして切り取っているが、印象はあくまでスタイリッシュさが特徴。 無色透明で重厚感のあるステンドグラスと、大衆的なイメージの強い食品サンプルとのかけ合わせがドラマティックな対比を生み出している作品では、日本発の「kawaii文化」の要素をもちながらも距離を置き、客観的に物事の本質をとらえようとする作家の視点が感じられる。 

## 展示歴
- 2019年　SICF20 / スパイラル 青山
- 2019年　Independent Tokyo 2019 出展 / ヒューリックホール 浅草橋
- 2019年　くどやまアートウィーク 2019 / 和歌山県九度山町
- 2019年　ART MATTERS 2019 〔H.P.FRANCE BIJOUX〕 / GINZA SIX
- 2019年　Emerging Tokyo〔White Box project space〕/ New York
- 2019年　アート解放区 / TENOHA代官山
- 2020年　「いんすぴ」これやん展/ PARK HOTEL TOKYO
- 2020年　IAG AWARDS 2020 / 東京芸術劇場
- 2020年　代官山JAZZ喫茶フェア / 代官山 蔦屋書店
- 2020年　二人展 - Edge of Independent - 〔Gallery Tagboat〕 / 阪急 Men’s TOKYO

- 2020年　TAGBOAT ART SHOW / 東京都立産業貿易センター

- 2021年　くどやま芸術祭 2021 / 和歌山県九度山町
- 2021年　喫茶とわたしの時間 / 銀座 蔦屋書店
- 2022年　銀座 蔦屋書店 〔５周年企画〕参加 / GINZA SIX
- 2022年　GRATITUDE -ver 000- 企画展 / Discover Japan lab. (渋谷 PARCO)

## メディア
- 2021年　Chitose / 【あの人のルーツを探る vol.3】ステンドグラスアーティスト ひらのまり[4]
- 2021年　haconiwa / 【WHO’S HOT？】アーティスト/ひらのまりさん[5]
- 2021年　日本テレビ / ぶらり途中下車の旅（2021.11.27 OA）[6]
- 2022年　BSフジ / ブレイク前夜（2022.10.11 OA）[7]